# Giro di Svizzera 1999
Il Giro di Svizzera 1999, sessantatreesima edizione della corsa, valido come evento UCI categoria 2.HC, si svolse dal 15 al 24 giugno 1999 per un percorso totale di 1 398,3 km suddiviso in nove tappe precedute da un cronoprologo. Fu vinto dall'italiano Francesco Casagrande, che terminò la corsa in 35h 22' e 40" alla media di 39,52 km/h.
Alla partenza da Soletta erano presenti 152 ciclisti, dei quali 102 portarono a termine il giro a Winterthur.

## Tappe
| Tappa  | Data      | Percorso                                  | km      | Vincitore di tappa   | Leader cl. generale  |
| ------ | --------- | ----------------------------------------- | ------- | -------------------- | -------------------- |
| Prol.  | 15 giugno | Soletta (Cron. individuale)               | 6       | Laurent Jalabert     | Laurent Jalabert     |
| 1ª     | 16 giugno | Soletta > Losanna                         | 200     | Pascal Richard       | Laurent Jalabert     |
| 2ª     | 17 giugno | Losanna > Küssnacht                       | 220,6   | Silvio Martinello    | Laurent Jalabert     |
| 3ª     | 18 giugno | Bellinzona > Chiasso                      | 167,5   | Gabriele Missaglia   | Laurent Jalabert     |
| 4ª     | 19 giugno | Bellinzona > Grindelwald                  | 171,4   | Gilberto Simoni      | Gilberto Simoni      |
| 5ª     | 20 giugno | Meiringen > Meiringen (Cron. individuale) | 29,5    | Vjačeslav Ekimov     | Laurent Jalabert     |
| 6ª     | 21 giugno | Küssnacht > Mauren                        | 162     | Matthew White        | Laurent Jalabert     |
| 7ª     | 22 giugno | Landeck (AUT) > Nodrio (AUT)              | 47,5    | Oscar Camenzind      | Laurent Jalabert     |
| 8ª     | 23 giugno | Nodrio (AUT) > Arosa                      | 168,6   | Francesco Casagrande | Francesco Casagrande |
| 9ª     | 24 giugno | Coira > Winterthur                        | 225,2   | Maurizio De Pasquale | Francesco Casagrande |
| Totale | Totale    | Totale                                    | 1 389,3 |                      |                      |

## Squadre e corridori partecipanti
| N.    | Cod. | Squadra               |
| ----- | ---- | --------------------- |
| 1-9   | LAM  | Lampre-Daikin         |
| 11-19 | MAP  | Mapei-Quick Step      |
| 21-29 | RAB  | Rabobank              |
| 31-39 | ONC  | ONCE-Deutsche Bank    |
| 41-49 | PLT  | Team Polti            |
| 51-59 | COF  | Cofidis               |
| 61-69 | SAE  | Saeco-Cannondale      |
| 71-79 | TEL  | Team Deutsche Telekom |
| 81-89 | FDJ  | Française des Jeux    |

| N.      | Cod. | Squadra                        |
| ------- | ---- | ------------------------------ |
| 91-99   | VIN  | Vini Caldirola-Sidermec        |
| 101-109 | CTA  | Cantina Tollo-Alexia Alluminio |
| 111-119 | BAL  | Ballan-Alessio                 |
| 121-128 | MDN  | Mobilvetta-Northwave           |
| 131-139 | AMI  | Amica Chips-Costa de Almeria   |
| 141-149 | PST  | Post Swiss Team                |
| 151-159 | AMO  | Amore & Vita                   |
| 161-169 | ERI  | Ericsson-Villiger              |

## Dettagli delle tappe

### Prologo
- 15 giugno: Soletta – Cronometro individuale – 6 km

Risultati
| Pos. | Corridore        | Squadra     | Tempo |
| ---- | ---------------- | ----------- | ----- |
| 1    | Laurent Jalabert | ONCE        | 7'12" |
| 2    | Vjačeslav Ekimov | Amica Chips | a 9"  |
| 3    | Daniel Schnider  | Post Swiss  | a 11" |

| Pos. | Corridore        | Squadra     | Tempo |
| ---- | ---------------- | ----------- | ----- |
| 1    | Laurent Jalabert | ONCE        | 7'12" |
| 2    | Vjačeslav Ekimov | Amica Chips | a 9"  |
| 3    | Daniel Schnider  | Post Swiss  | a 11" |

### 1ª tappa
- 16 giugno: Soletta > Losanna – 200 km

Risultati
| Pos. | Corridore            | Squadra        | Tempo    |
| ---- | -------------------- | -------------- | -------- |
| 1    | Pascal Richard       | Mobilvetta     | 4h46'05" |
| 2    | Francesco Casagrande | Vini Caldirola | a 1"     |
| 3    | Laurent Jalabert     | ONCE           | s.t.     |

| Pos. | Corridore        | Squadra    | Tempo    |
| ---- | ---------------- | ---------- | -------- |
| 1    | Laurent Jalabert | ONCE       | 4h53'13" |
| 2    | Roberto Petito   | Saeco      | a 18"    |
| 3    | Pascal Richard   | Mobilvetta | a 19"    |

### 2ª tappa
- 17 giugno: Losanna > Küssnacht – 220,6 km

Risultati
| Pos. | Corridore         | Squadra    | Tempo    |
| ---- | ----------------- | ---------- | -------- |
| 1    | Silvio Martinello | Team Polti | 5h43'58" |
| 2    | Mario Traversoni  | Saeco      | s.t.     |
| 3    | Markus Zberg      | Rabobank   | s.t.     |

| Pos. | Corridore        | Squadra    | Tempo     |
| ---- | ---------------- | ---------- | --------- |
| 1    | Laurent Jalabert | ONCE       | 10h37'11" |
| 2    | Roberto Petito   | Saeco      | a 14"     |
| 3    | Pascal Richard   | Mobilvetta | a 19"     |

### 3ª tappa
- 18 giugno: Bellinzona > Chiasso – 167,5 km

Risultati
| Pos. | Corridore          | Squadra     | Tempo    |
| ---- | ------------------ | ----------- | -------- |
| 1    | Gabriele Missaglia | Lampre      | 4h08'32" |
| 2    | Mikel Zarrabeitia  | ONCE        | a 3"     |
| 3    | Amilcare Tronca    | Amica Chips | a 8"     |

| Pos. | Corridore          | Squadra | Tempo     |
| ---- | ------------------ | ------- | --------- |
| 1    | Laurent Jalabert   | ONCE    | 14h46'06" |
| 2    | Gabriele Missaglia | Lampre  | a 18"     |
| 3    | Armin Meier        | Saeco   | a 20"     |

### 4ª tappa
- 19 giugno: Bellinzona > Grindelwald – 171,4 km

Risultati
| Pos. | Corridore            | Squadra        | Tempo    |
| ---- | -------------------- | -------------- | -------- |
| 1    | Gilberto Simoni      | Ballan         | 5h23'59" |
| 2    | Francesco Casagrande | Vini Caldirola | s.t.     |
| 3    | Laurent Jalabert     | ONCE           | a 47"    |

| Pos. | Corridore            | Squadra        | Tempo     |
| ---- | -------------------- | -------------- | --------- |
| 1    | Gilberto Simoni      | Ballan         | 20h10'23" |
| 2    | Francesco Casagrande | Vini Caldirola | a 8"      |
| 3    | Laurent Jalabert     | ONCE           | a 25"     |

### 5ª tappa
- 20 giugno: Meiringen > Meiringen - (Cron. individuale) – 29,5 km

Risultati
| Pos. | Corridore        | Squadra       | Tempo   |
| ---- | ---------------- | ------------- | ------- |
| 1    | Vjačeslav Ekimov | Amica Chips   | 36'09"  |
| 2    | Steffen Wesemann | Deutsche Tel. | a 34"   |
| 3    | Martin Hvastija  | Ballan        | a 1'00" |

| Pos. | Corridore            | Squadra        | Tempo     |
| ---- | -------------------- | -------------- | --------- |
| 1    | Laurent Jalabert     | ONCE           | 20h48'20" |
| 2    | Gilberto Simoni      | Ballan         | a 2"      |
| 3    | Francesco Casagrande | Vini Caldirola | a 12"     |

### 6ª tappa
- 21 giugno: Küssnacht > Mauren – 162 km

Risultati
| Pos. | Corridore      | Squadra        | Tempo    |
| ---- | -------------- | -------------- | -------- |
| 1    | Matthew White  | Vini Caldirola | 3h46'55" |
| 2    | Roberto Petito | Saeco          | a 6"     |
| 3    | Erik Dekker    | Rabobank       | s.t.     |

| Pos. | Corridore            | Squadra        | Tempo     |
| ---- | -------------------- | -------------- | --------- |
| 1    | Laurent Jalabert     | ONCE           | 24h38'17" |
| 2    | Gilberto Simoni      | Ballan         | a 2"      |
| 3    | Francesco Casagrande | Vini Caldirola | a 10"     |

### 7ª tappa
- 22 giugno: Landeck (Austria) > Nodrio (Austria) – 47,5 km

Risultati
| Pos. | Corridore            | Squadra        | Tempo    |
| ---- | -------------------- | -------------- | -------- |
| 1    | Oscar Camenzind      | Lampre         | 1h00'22" |
| 2    | Markus Zberg         | Rabobank       | s.t.     |
| 3    | Francesco Casagrande | Vini Caldirola | s.t.     |

| Pos. | Corridore            | Squadra        | Tempo     |
| ---- | -------------------- | -------------- | --------- |
| 1    | Laurent Jalabert     | ONCE           | 25h38'39" |
| 2    | Gilberto Simoni      | Ballan         | a 2"      |
| 3    | Francesco Casagrande | Vini Caldirola | a 6"      |

### 8ª tappa
- 23 giugno: Nodrio (Austria) > Arosa – 168,6 km

Risultati
| Pos. | Corridore            | Squadra        | Tempo    |
| ---- | -------------------- | -------------- | -------- |
| 1    | Francesco Casagrande | Vini Caldirola | 4h32'20" |
| 2    | Laurent Dufaux       | Saeco          | a 35"    |
| 3    | Giuseppe Guerini     | Deutsche Tel.  | a 45"    |

| Pos. | Corridore            | Squadra        | Tempo     |
| ---- | -------------------- | -------------- | --------- |
| 1    | Francesco Casagrande | Vini Caldirola | 30h10'55" |
| 2    | Laurent Jalabert     | ONCE           | a 1'04"   |
| 3    | Gilberto Simoni      | Ballan         | a 1'11"   |

### 9ª tappa
- 24 giugno: Echur > Winterthur – 225,2 km

Risultati
| Pos. | Corridore            | Squadra       | Tempo    |
| ---- | -------------------- | ------------- | -------- |
| 1    | Maurizio De Pasquale | Amore & Vita  | 5h10'01" |
| 2    | Patrick Vetsch       | Post Swiss    | s.t.     |
| 3    | Gianpaolo Mondini    | Cantina Tollo | s.t.     |

| Pos. | Corridore            | Squadra        | Tempo     |
| ---- | -------------------- | -------------- | --------- |
| 1    | Francesco Casagrande | Vini Caldirola | 35h22'40" |
| 2    | Laurent Jalabert     | ONCE           | a 1'04"   |
| 3    | Gilberto Simoni      | Ballan         | a 1'11"   |

## Evoluzione delle classifiche
| Tappa              | Vincitore            | Classifica generale  | Classifica a punti | Classifica scalatori | Classifica a squadre           |
| ------------------ | -------------------- | -------------------- | ------------------ | -------------------- | ------------------------------ |
| Prol.              | Laurent Jalabert     | Laurent Jalabert     | Laurent Jalabert   | Laurent Jalabert     | ONCE-Deutsche Bank             |
| 1ª                 | Pascal Richard       | Laurent Jalabert     | Laurent Jalabert   | Lukas Zumsteg        | Saeco-Cannondale               |
| 2ª                 | Silvio Martinello    | Laurent Jalabert     | Laurent Jalabert   | Markus Zberg         | Saeco-Cannondale               |
| 3ª                 | Gabriele Missaglia   | Laurent Jalabert     | Laurent Jalabert   | Markus Zberg         | Saeco-Cannondale               |
| 4ª                 | Gilberto Simoni      | Gilberto Simoni      | Laurent Jalabert   | Markus Zberg         | Cantina Tollo-Alexia Alluminio |
| 5ª                 | Vjačeslav Ekimov     | Laurent Jalabert     | Laurent Jalabert   | Markus Zberg         | Mapei-Quick Step               |
| 6ª                 | Matthew White        | Laurent Jalabert     | Laurent Jalabert   | Markus Zberg         | Mapei-Quick Step               |
| 7ª                 | Oscar Camenzind      | Laurent Jalabert     | Laurent Jalabert   | Markus Zberg         | Mapei-Quick Step               |
| 8ª                 | Francesco Casagrande | Francesco Casagrande | Laurent Jalabert   | Markus Zberg         | Cantina Tollo-Alexia Alluminio |
| 9ª                 | Maurizio De Pasquale | Francesco Casagrande | Laurent Jalabert   | Markus Zberg         | Cantina Tollo-Alexia Alluminio |
| Classifiche finali | Classifiche finali   | Francesco Casagrande | Laurent Jalabert   | Markus Zberg         | Cantina Tollo-Alexia Alluminio |

## Classifiche finali

### Classifica generale
| Pos. | Corridore            | Squadra        | Tempo     |
| ---- | -------------------- | -------------- | --------- |
| 1    | Francesco Casagrande | Vini Caldirola | 35h22'40" |
| 2    | Laurent Jalabert     | ONCE           | a 1'04"   |
| 3    | Gilberto Simoni      | Ballan         | a 1'11"   |
| 4    | Laurent Dufaux       | Saeco          | a 1'16"   |
| 5    | Oscar Camenzind      | Lampre         | a 1'45"   |
| 6    | Sven Montgomery      | Post Swiss     | a 3'57"   |
| 7    | Roberto Sgambelluri  | Cantina Tollo  | a 4'21"   |
| 8    | Giuseppe Guerini     | Deutsche Tel.  | s.t.      |
| 9    | Mikel Zarrabeitia    | ONCE           | a 4'29"   |
| 10   | Pavel Tonkov         | Mapei          | a 4'32"   |

### Classifica scalatori
| Pos. | Corridore            | Squadra        | Punti |
| ---- | -------------------- | -------------- | ----- |
| 1    | Markus Zberg         | Rabobank       | 63    |
| 2    | Fabio Roscioli       | Amica Chips    | 56    |
| 3    | Francesco Casagrande | Vini Caldirola | 55    |
| 4    | Pascal Richard       | Mobilvetta     | 41    |
| 5    | Laurent Dufaux       | Saeco          | 41    |

### Classifica a punti
| Pos. | Corridore            | Squadra        | Punti |
| ---- | -------------------- | -------------- | ----- |
| 1    | Laurent Jalabert     | ONCE           | 95    |
| 2    | Francesco Casagrande | Vini Caldirola | 89    |
| 3    | Gilberto Simoni      | Lampre         | 70    |
| 4    | Oscar Camenzind      | Saeco          | 68    |
| 5    | Laurent Dufaux       | Saeco          | 62    |

### Classifica squadre
| Pos. | Squadra                        | Tempo      |
| ---- | ------------------------------ | ---------- |
| 1    | Cantina Tollo-Alexia Alluminio | 106h30'04" |
| 2    | Saeco-Cannondale               | a 3'24"    |
| 3    | Post Swiss Team                | a 3'57"    |
| 4    | Rabobank                       | a 16'09"   |
| 5    | Mapei-Quick Step               | a 19'29"   |